# Kistelek
Kistelek je mesto na Madžarskem, ki upravno spada pod podregijo Kisteleki Županije Csongrád.